# 国際連合レバノン監視団
国際連合レバノン監視団（こくさいれんごうレバノンかんしだん United Nations Observation Group in Lebanon,UNOGIL）は嘗てレバノンに展開した国際連合平和維持活動。1958年6月11日の国際連合安全保障理事会決議128によって設立されたものであり、5月に発生した騒じょう状態の沈静化を目的とした。

## 概要
複雑な宗教構成を持つレバノンは、国家権力者や議会構成にも宗教による議席などの割り当てを行なうなど、宗教対立を深刻化させない手法を取っていた。1950年代前半においては、経済は好調であり比較的安定した政治状況ともなっていた。しかしながら、ガマール・アブドゥン＝ナーセルに代表される汎アラブ主義が強くなり、1956年には第二次中東戦争が勃発すると、レバノンもその影響を受けた。レバノンの大統領はマロン派キリスト教徒のカミール・シャムーンであり、イスラム教徒の内閣は第二次中東戦争において、エジプトに侵攻したイギリス・フランスに対し強硬姿勢をとるように求めた。シャムーンはこれを拒み、政治対立は深まっていった。
1958年の議会選挙では一部のムスリムの支持も得て、シャムーンの支持派が勝利したが、シャムーンはさらに大統領の再選を可能にする憲法改正を行なおうとした。このため、汎アラブ主義に後押しされたシャムーンに反発するグループは武装して反乱を開始した。1958年5月に国際連合安全保障理事会は、この騒じょう状態の要因の一つとしてアラブ連合共和国（1958年2月結成）のシリア領域から武器の密輸や武装ゲリラの越境があるためと断定し、6月11日の決議128によって、国際連合レバノン監視団(UNOGIL)の設立を求めた。
UNOGILの任務はレバノン国境地帯を監視し、武器の流入を阻止することである。人員は国際連合休戦監視機構(UNTSO)から直ちに派遣され、6月12日には現地展開を開始した。1958年7月にアラブ連邦のイラクでクーデターが起き、ヨルダンの政情も不安定になると、アメリカ合衆国はレバノン安定のため、直接介入を決意した。アメリカの直接介入提案は安保理ではソ連の反対により決議されなかったが、7月15日にはレバノンへアメリカ海兵隊が上陸を開始している。アメリカ海軍第6艦隊や空軍の支援も受けたアメリカ軍はレバノン都市部の治安維持にあたっている。また、アメリカ合衆国の仲介により、シャムーンは大統領への再選をあきらめ、フアード・シハーブが大統領についた。
レバノンの治安・政情が安定化したことに伴い、アメリカ軍は1958年10月に撤退した。UNOGILも、安定化に伴い任務を終了、1958年12月9日に解散している。UNOGILの最大規模は軍事要員591名および文民スタッフからなっていた。アメリカ軍の支援を受けてはおらず、別個に任務を遂行した。